# 金本位
金本位是一種贵金屬貨幣制度，於19世紀中期開始盛行。在金本位制度下，每單位的貨幣價值等同於若干含重量的黃金（即貨幣含金量）；當不同國家使用金本位時，國家之間的匯率由它們各自貨幣的含金量之比值－金平價（Gold Parity）來決定。
金本位制總共有三種實現形式：金幣本位制、金塊本位制和金兌匯本位制，其中金幣本位制最具有金本位制的代表性。
根據經濟學家邁克爾·D·博爾多 (Michael D. Bordo)所提出的説法，金本位制有三個優點，使其在歷史上某些時期廣受歡迎：「其作為穩定名義錨的記錄；其自動性；以及其作為可信承諾機制的作用。」金本位制得到許多奧地利派擁護者、放任自由資本主義者和一些供給面派人士的支持。然而，根據對三十九位經濟學家的調查，絕大部份（93%）回答者同意恢復實行金本位制不會改善價格穩定性和就業結果，三分之二的經濟史學家反對金本位制相關理論的觀點：「在十九世紀有效地穩定了價格並緩和了商業週期的波動。」經濟學家的共識是，對金本位制的實行延長了和加深了大蕭條。從歷史上看，金本位制時期銀行危機較為常見，而貨幣危機較不常見。

## 歷史
1816年，英國採用金本位制。之後歐洲各國逐漸跟進採用金本位制，至十九世紀末大多數主要國家皆已採用金本位制，為第一次國際金本位秩序的時代。在此之前，有些國家採用銀本位或金銀複本位。
日本在1897年導入金本位制。
1914年，一戰爆發，各主要國家停止貨幣與黃金的兌換。一戰結束後，美國於1919年回歸金本位制，英國於1925年回歸金本位制。
1930年代的經濟大蕭條時代，各國被迫中止金本位制，放任匯率浮動。
1945年二戰結束後，布雷頓森林體系建立，開始新一輪的國際金本位制，美元作為國際貿易的主要貨幣，並與黃金價格掛勾。1971年，在尼克森衝擊的背景下，布雷頓森林體系終結，美元與黃金價格脫鉤，國際金本位制的時代終結，世界貨幣政策此後採用浮動匯率制。

## 金幣本位制
金幣本位制將黃金鑄幣作為法定本位幣。而銀幣則退居輔幣地位，它（銀幣）的自由鑄造和無限法償能力受到限制。
黃金作為本位幣就有無限法償能力，銀行券可以自由兌換成金幣，任何人都可以向國家造幣廠申請將其所有的黃金鑄造成金幣或將金幣熔成金屬塊。黃金的輸入和輸出在國與國之間可以自由進行轉移。金幣本位制的統治地位長達100年，其間對資本主義的生產起到過一定的促進作用。然而由於世界黃金產地分佈不均勻，金幣磨損等原因，金幣本位制在第一次世界大戰後逐漸被金塊本位制和金匯兌本位制所取代。
1914年8月一战爆发。各参战国政府立即宣布暂停纸币兑换黄金，禁止黄金外运，以保护本国的黄金储备；开始大量印钞作为战争经费，通胀快速上升。国际金本位进入“休克”状态。欧洲各国的纸币之间汇率也从固定汇率制变成了完全浮动汇率制。1925年5月14日，英国国王签署《1925年金本位法案》生效，该法案规定英格兰银行的英镑银行券是法定的货币，但不能再兑换成金币，银行会继续按照“1盎司黄金=3英镑17先令10.5便士”的兑换比价向需求者出售金块，金块的重量为400盎司。法国于1928年6月采用金块本位制。美国在一战期间保住了盯住黄金的汇率制度，在1919年6月恢复了纸币兑换黄金，即恢复了古典金本位制。苏联在1924年3月17日正式恢复了事实上的金币本位制，使用切尔文银行券、切尔文金币、金卢布国库券作为法定货币。截止1929年，49个国家正式或事实上加入了金汇兑本位国际体系。

## 金塊本位制及金兌匯本位制
在金塊本位制中，可以兌換黃金的銀行券代替金幣，任何人都可以將所持有的銀行券兌換成等價的黃金。雖設有兌換上限，但一般人的財富很少會超出此限，這種制度可以舒緩黃金產量不足和損耗等問題。
金兌匯本位制也稱做虛金本位制，當一個國家實行這種貨幣制度時，需要將黃金存放在另一個國家或地區，本國貨幣與之實行固定比例率，只有當此國貨幣兌換成黃金存放國的貨幣時，才能再兌換成黃金，這是一種殖民地性質的貨幣制度。
上述兩種貨幣制度基本上到1970年代已逐漸消失。

## 崩潰

### 布雷頓森林體系時期
在第二次世界大戰之後，類似於金兌本位制的體系在美國的主導下建立。在該體系下，各國貨幣與美元掛鉤，美元與黃金掛鉤，明訂一盎司黃金價格固定等同於35美元。1960和70年代發生的數次美元危機使該體系發生動搖，最終美國總統尼克森於1971年宣佈停止美元與黃金的兌換，布雷頓森林體系終結。

## 儲備黃金的意義
黃金至今依然被視為一種「準貨幣」，被國際所接受。類似于外匯和國債，黃金儲備在各國財政儲備中均有重要地位，一方面是出於對本國匯率的保障，另一方面則是據此對沖由美元貶值帶來的損失。而在流動性市場上，黃金依然有著廣泛的需求，依然被視為儲藏財富的一種方式。

## 汇率

### 含金量
- 一英镑等於7.32238克黄金
- 1法郎=0.2903225克黄金（1803年3月28日法律确立，称为“芽月法郎”。一战后法郎贬值，芽月法郎被称为金法郎，作为万国邮政联盟、国际清算银行的结算货币，质量为10/31克，含金量0.900）
- 1美元=1.50463克黄金
- 1德国金马克=10德国马克=3.58425克黄金
- 1卢布=0.774234克黄金
- 1日圓=0.75克黄金
- 1库平两白银=37.3克=（1894年时金银比价1：20）1.865克黄金=（1900年后金银比价1：35）1.065克黄金
- 1比索=0.507816克黄金

### 近似汇率
以下近似等值：
- 1英镑
- 25法郎
- 5美元
- 2德国金马克=20德国马克
- 9卢布
- 10日圓
- 4库平两（1894年前）=7库平两（1900后）
- 14比索